# Lilla Kalles dröm om sin snögubbe
Lilla Kalles dröm om sin snögubbe är en svensk animerad film från 1916 i regi av Emil Åberg och med Siegmund Popert som producent. Filmen var den första av tre som Åberg kom att regissera.
Filmen premiärvisades den 28 februari 1916 på biografen Sibyllan i Stockholm och är sex minuter lång. Filmen finns bevarad i Sveriges Televisions arkiv och möttes av positiv kritik i sin samtid.

## Handling
Filmen börjar med att Kalle går och lägger sig. Han kommer därefter ut till en snögubbe som saknar huvud. Kalle börjar därför göra ett huvud åt gubben.
Kalle ligger och sover och snögubben kommer in i hans rum. Han smälter vid kaminen, men återuppstår och kryper ned bredvid Kalle i sängen. Kalle vaknar och tittar ut genom sitt fönster och får där se en snögubbe utan huvud. Han har drömt alltihop.